# Книга Ісуса Навина

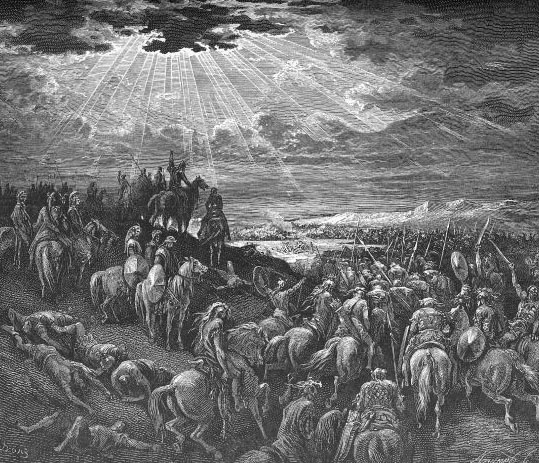
Єгошуа просить Бога зупинити сонце. Гравюра Гюстава Доре

Книга Ісуса Навина (івр. ספר יהושע, Сефе́р Єгошу́а) — одна з книг Старого Заповіту, традиційно розташована одразу після П'ятикнижжя і є деякі автори, які схильні вважати її частиною Тори т. зв. «Шестикнижжям». Книга Ісуса Навина описує завоювання Ханаану племенами Ізраїлю та їх розселення після смерті Мойсея до часу смерті Ісуса Навина. Названа за іменем Ісуса Навина, сина Нуна, з племені Єфрема.

## Теологічна точка зору
Характер книги Ісуса Навина дуже подібний до книги Повторення Закону її називають Деутрономічною (лат. Deutronom — «Повторення Закону») книгою. Виявляється, що обіцянки дані в П'ятикнижжі, зокрема у Повторенні закону, а саме про Обіцяну землю, збуваються у книзі Ісуса — сина Навина. Також паралельним є характер закону, тобто, виконання якого приносить благословення, а невиконання смерть (події з Аханом з юдиного коліна). Події описані в книзі зображенні саме з цим змістом.
Звісно книга Ісуса Навина була написана одразу після виходу з Єгипту, і це видно в її формі, а також у тім, що події в ній описуються з точки зору очевидця, і є згадки про те, що ще живі деякі люди згадані у книзі на час її написання, як от єрихонська блудниця Рахав.

### Авторство та дата написання

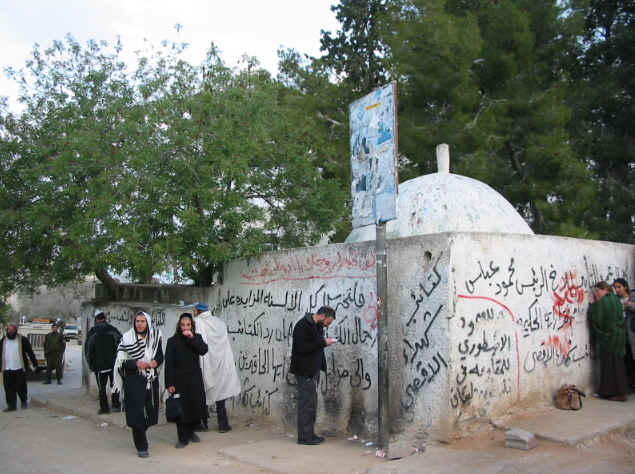
Гробниця Єгошуа

Авторство книги Ісуса Навина є дуже дискусійним, традиційно згідно з талмудом євреї вважають її автором Ісуса Навина, а те, де йдеться про його смерть, дописав священик Елеазар.
Деякі християнські автори вважають, що книга Ісуса Навина була написана пізнішим автором ніж згадані події. Це й праця Теодорета, «In Josue Quæst» — вважає, що автором є пізніша особа, яка мала доступ до документів часів Ісуса Навина, а також у синопсисі «Synopsis Sacræ Scripturæ» (xxviii., col. 309), написана св. Афанасієм, який стверджував, що назва книги співзвучна не з автором, а з її головним героєм. Альфонс Тостат ("Opera, " Cologne, 1613; «In Josue I. Quæst.» xiii.), відкидає авторство Ісуса Навина, а стверджує, що книгу написав цар Соломон, базуючись на слові προΦητεῖαι — проповідник, а своєю чергою Мес (Maes) у праці "Josue Imperatoris Historia, " Antwerp, 1574, приписує авторство Ездрі.
Аргументами які використовують ці автори є те, що про Ісуса Навина писали, як про третю особу і те, що в книзі описана смерть Ісуса Навина. Цієї точки зору дотримується Католицька та частина протестантських церков.
Єврейські автори своєю чергою стверджують, що автором книги Єгошуї є сам Єгошуа. L. Wogue у своїй праці ("Histoire de la Bible, " Paris, 1881) тримається традиційної точки зору, також датування 14-15 ст. до Р. Х. Також був відкинутий аргумент авторства книги царем Соломоном, пояснюючи слово προΦητεῖαι — проповідник, не як Еклезіаст, а як «книга» (Israel Lévi, "L'Ecclésiastique, " Paris, 1898), що підтримує традиційну точку зору. Також вони використовували аргумент того, що багато речень у книзі описані з точки зору очевидця, і звичайно автентичність тобто описів назв древніх міст.
Дискусійним є й питання датування, дехто, як вже згадувалося вважає час написання пізнішим за 14 — 15 ст. до Р. Х. (традиційної дати написання книги). Археологічним аргументом є згадка імені Ісуса Навина на дощечках Амарни, що були написані в цей час з Палестини до фараона Єгипту Ехнатона ((1364—1347 до н. е. або 1351—1334 до н. е.) — десятий фараон XVIII династії), в них ідеться про поразку царя Пепли від євреїв, хоч і ця дата є 14 ст. до н. е., а не 15 1446 р. до н. е., як стверджують єврейські автори та талмуд, все-таки це не часи Соломона та Ездри.
Отже, приблизний час, як біблійний, написання книги є 14-15 ст. до н. е.. Розбіжності котрі виникають, є в межах 1 ст., і є нормальними, бо Біблія не дає чітких дат і можливо, що деякі підрахунки можливо є помилковим. Ця різниця не спростовує правильність Біблії, а показує наше незнання та прогалини в історичній науці.

### Композиція
Поділ біблійних текстів на розділи і вірші було зроблене значно пізніше, ніж написання книги. Отже, книга Ісуса Навина поділена на 24 розділи і умовно на три основні частини:
1. Події після смерті Мойсея та завоювання Ханаану (з 1 по 12 розділи)
  - Єгошуа стає новим вождем Ізраїля (1:1-18)
  - Найбільші бойові дії та захоплення земель (2:1-11:15)
  - Підсумок завоювання (11:16-23)
  - Перелік переможених місцевих царів (12:1-24)
2. Поділ країни (з 13 по 21 розділи)
  - Початок поділу землі (13:1-7)
  - Поділ на сході р. Йордану (13:8-33).
  - Поділ на заході р. Йордану (14:21-19:51).
  - Міста сховища (20:1-9)
  - Міста для левітів (21:1-42)
  - Вірність Божих обітниць у поділі землі (21:43-45)
3. Передсмертне послання Єгошуї (з 22 по 24 розділи)
  - Повернення додому на східні землі 2 племен та ½ племені Манасії (22:1-34)
  - Прощання Ісуса (23:1-16)
  - Поновлення завіту у Сихемі (24:1-8)
  - Похорони трьох великих у Обіцяному Краю (24:29-33)

### Літературна характеристика
Книга Ісуса Навина є достовірною та її історичну цінність та правдивість визнає більшість істориків.
Жанр книги — історична розповідь, де є: описи міст, географії, топографії, політичних реалії та кордонів держав за часу написання книги. Також, дані межі розподілу земель між колінами Ізраїля після завоювання та, частково, політичний устрій до і після завоювання Обіцяної землі. Основна ідея — показати вірність Бога своїм обіцянкам та покарання за гріх. Також, міститься заклик до єдності єврейського народу та вірності його Богу їх батьків. Є розповіді про надзвичайні події та чудеса, які християнами сприймаються, а деким відкидаються.

### Текст і канонічність
Канонічність книги Ісуса Навина не викликала жодних сумнівів в жоден період історії. Навіть, факт, що її вважали частиною т. зв. «Шестикнижжя», свідчить про те, що книга, як літературно, так і історично та теологічно зв'язана з П'ятикнижжям і його продовження та реалізацією на практиці з усіма плюсами та мінусами людського буття. В єврейському Танасі належить до групи «колишніх пророків» — Nebi'im Rishonim — Невім Рішонім, в християнському Старому Завіті її відносять до історичних.
Текст є автентичним та архаїчним з точки зору єврейської мови, дуже подібний до П'ятикнижжя, але не однаковим з ним. Звичайно текст ніяк не може мати постекзильний характер єврейської мови. Також правдивість тексту засвідчує опис Єрихону та те, що м. Сидон вважається головним містом Фінікії, а не м. Тир, який стає ним потім, якщо б книгу писали пізніше то ї столицю Тир би був головним містом.

### Теологічна цінність
Теологічна цінність у книзі Ісуса Навина доволі велика, для євреїв книга є пророчою, для християн повчальною, тож які основні думки книги з точки зору християнсько-євангельського аспекту:
1. Бог виконує свої обіцянки. Бог обіцяв Аврааму, що дасть йому землю в уділ, цю обіцянку Він повторив його нащадкам від Ісака, Якова та до Мойсея. Бог залишився вірним своїй обіцянці.
2. Завіт Спасіння. Першим пунктом завіту Бога з патріархами Ізраїля була Ханаанська земля — це була початкова стадія, а наступним мало стати, і відбулося спасіння всього людства через обраний народ.
3. Досягнення покою. Ще однією думкою є те, що після поневірянь в пустелі євреї нарешті досягли спокою в Обіцяній землі.
4. Бог милостивий до людей та поважає їх дії. Історія з Гаваоном, якому Ізраїль дав обіцянку миру без того, щоб запитати Бога, але Бог прийняв їхнє слово і захищав Гаваона.
5. Бог нещадний до гріха. Бог не терпів гріх хананеїв, а також не стерпів гріх Ахана, який не послухався Бога.
6. Бог є Богом всього. Не раз акцентується на тім, що Бог не божок народу, якогось племені, а є Богом всього Всесвіту, який його створив.
7. Богу підвладне все. Все від стін міст та людських доль, і до природних стихій (річки Йордан, Сонця та каміння, що з неба падало).

### Особливі труднощі
Найбільшою трудністю в книзі Ісуса Навина є суміщення люблячого Бога християн з безкомпромісним та навіть жорстоким Богом Ісуса Навина. Бог вимагає знищення всього живого від чоловіка і жінки й до дитини. Ліберальні теологи бачать в цих подіях несумісність Бога любові з його етикою та мораллю, а жорстокі сцени дописані після вавилонського полону для утвердження у новій старій землі. Консервативні теологи бачать тут проблему часу, тобто в 15 — 14 столітті до н. е., жорстокість та кровожерність, і війна були органічною частиною життя, а таке поводження з хананеями було правильним, бо вони впали у великий гріх та розпусту. Хананеї приносили своїм богам цілоспалення від козлів до немовлят. Християни бачать у цьому розкриття Судного дня і розплату за гріхи, де Бог буде безкомпромісним.

## Трактування книги
Книга називається так по імені ватажка ізраїльтян під час завоювання Ханаану. Його єврейське ім'я — Ехошуа, син Нуна. У Септуагінті (древній переклад єврейської Біблії грецькою мовою) це ім'я передано як Ісус, син Наве. У церковнослов'янською і синодальному перекладах, які наслідують грецьку Біблію, воно відображене як Ісус, син Навинів (тобто «Ісус, син Нави» — та ж сама словотвірна модель, що «Фомин син» або «Лукин брат»). Загальноприйнята назва шостої книги Старого Завіту в українській мові — Книга Ісуса Навина.
- Перша частина книги (глави 1 — 12) — це розповідь про завоювання Палестини, під час якого Господь чудесним чином допомагає ізраїльтянам. "Господь віддав ізраїльтянам всю цю країну — як Він і обіцяв їх праотців … все збулося! " (Нав. 21:43-45). Ізраїльтяни, зі свого боку, виконують усі приписи Господа (Нав. 11:12,14-15). Лише гріх Ахана ставить під загрозу союз Господа з Ізраїлем — ізраїльтяни потрапляють в біду. Але порушника покарано, і Господь знову на боці Ізраїлю (Нав. 7). Ісус Навин постає як ідеальний вождь Ізраїлю і — що спеціально підкреслено — як гідний наступник Мойсея (1:5; 3:7; 4:14). У критичну хвилину Ісус заступається перед Богом за ізраїльський народ (7:6-9), як це робив Мойсей (Втор. 9:25-29). Найважливіші події Виходу (зустріч Мойсея з Богом, перше святкування Пасхи, перехід через Очеретяне море) відображено, як у дзеркалі, у книзі Ісуса Навина: перехід через Йордан (глави 3 — 4), перше святкування Пасхи в Обіцяному Краї (5: 10-12), зустріч Ісуса з Вождем воїнства Господнього (5:13-15). Перемозі Мойсея над єгиптянами відповідає перемога Ісуса над жителями Ханаану. Близькість книг Вихід і Ісуса Навина видно навіть у деталях. Жест, яким Ісус простягає свій меч у бік ворожого міста (8:18), нагадує жест, яким Мойсей простягає свій посох, закликаючи на Єгипет Божу кару (Вих. 10:13). Один і той же образ — «стіна води» (євр. нед; дуже рідкісне слово) вжито у Вих. 15:8 і Нав. 3:13-16. Як і в Вих. 4:25, в Нав. 5:2-3 обрізання проводять кам'яними (крем'яними) ножами. Нарешті, як в Вих. 12:23 кров на одвірках захищає дім від смерті, так і в Нав. 2:18-21 червоний шнурок у вікні у Рахав рятує її рід від знищення.
- Далі (глави 13 — 21) йде розповідь про розподіл завойованих земель між ізраїльськими племенами. У розумінні авторів книги Ісуса Навина кордону Ізраїлю в цілому, так само як і межі окремих племен, встановив Сам Бог, і тому володіння кожного з племен описано з усією можливою старанністю. Перед нами, по суті, докладний опис географії древньої Палестини. Цей опис явно не однорідний. «Наділам» племені Юди приділено шістдесят три вірші: опис меж наділу і докладний список селищ Юди, розділених по округах (гл. 15). Племені Веніаміна приділено вісімнадцять віршів: опис меж наділу і докладний список селищ (18:11-28). Решті племенам дістається всього по кілька віршів. Очевидно, для автора цих текстів землі Юди й Веніямина, які відповідають території Юдейського царства й Юдеї післяполонного часу, представляли більший інтерес (або просто були краще йому знайомі), ніж решта Палестини. У Нав. 11:13; 15:63; 16:10; 17:11-12 ми зустрічаємо зауваження про те, що рядом найважливіших міст древньої Палестини ізраїльтяни так і не опанували. Проте ці розрізнені зауваження не впливають на загальну картину повного тріумфу ізраїльтян над жителями Ханаану.
- Останні глави книги (22 — 24) — прощальні промови Ісуса Навина. У них повторюються основні положення Второзаконня — прощальної промови Мойсея.

## Біблійне оповідання і сучасна археологія
З початку археологічних досліджень у Палестині вчені прагнули відшукати сліди єврейського завоювання Ханаану, яке описано в книзі Ісуса Навина. Справді, розкопки підтвердили, що близько XIII ст. до н. е.. (час, до якого заведено відносити завоювання Ханаану ізраїльтянами) більшість міст стародавньої Палестини було зруйновано і спалено. Але в міру того як вдосконалювалися методи датування археологічних знахідок, ставало очевидним, що ці руйнування були не одночасні. Скажімо, загибель ханаанського міста Лахіш (найбільше з розкопаних міст тієї епохи на території Юдеї) належить до середини XII ст. до н. е., а спалення Хацору (головне місто Ханаану в середині II тис. до н. е.) — до XIII ст. до н. е. Можливо, що якісь з цих руйнувань пов'язані не з появою в Палестині древніх ізраїльтян, а з походами єгипетських фараонів до Азії або ж з навалою «народів моря».
Поява в XIII—XII ст. до н. е. нових поселенців в горах Юдеї та Самарії — на території майбутніх Ізраїлю та Юдеї — постає перед сучасними археологами не як миттєве завоювання, а як складний і тривалий процес, в який були залучені представники різних матеріальних культур.
Особливу проблему представляє хронологія Єрихону і Аю. Британський археолог Дж. Гарстанг, який розкопав Єрихон в 1930-х роках, виявив фундаменти потужних укріплень, які він ототожнив зі стінами, згаданими у книзі Ісуса Навина. Однак подальші дослідження показали, що зміцнення Єрихону слід датувати більш раннім часом, а до XIII—XII ст. до н. е. вони вже кілька століть лежали в руїнах. Так само йде справа і з Аєм: розквіт цього міста припадає на III тис. до н. е., а в II тис. до н. е. він був у запустінні.
Деякі історики, спантеличені результатами археологічного дослідження Палестини, ставлять їх під сумнів (наприклад, припускають, що стародавні Єрихон і Ай знаходилися в якихось інших місцях, а не там, де зараз ведуться розкопки).
Інші виходять з того, що не можна підходити до біблійних оповідок як до історичного документа: для авторів «девтерономічної історії» важливий був насамперед урок, який вони хотіли донести до свого читача. Щоб зробити цей урок більш наочним, вони могли перенести в минуле свій ідеал єдиного і благочестивого Ізраїлю, а поява єврейського народу в Палестині представити як швидке завоювання. Розповідь про це завоювання увібрала в себе традиції з різних епох.

## Датування за сонячними затемненнями
Згідно з розрахунками вчених Кембріджського університету (Велика Британія), описана у десятому розділі Книги Ісуса Навина розповідається про боротьбу євреїв з п'ятьма царями Ханаану — сталася 30 жовтня 1207 року до Р. Х. Вона відповідає затемненню Сонця